# Rhadinopsylla xizangensis
Rhadinopsylla xizangensis är en loppart som beskrevs av Cai, Li et Zheng 1997. Rhadinopsylla xizangensis ingår i släktet Rhadinopsylla och familjen mullvadsloppor. Inga underarter finns listade i Catalogue of Life.